# Отава (Канзас)
Отава (енгл. Ottawa) град је у америчкој савезној држави Канзас.

## Демографија
По попису из 2010. године број становника је 12.649, што је 728 (6,1%) становника више него 2000. године.
| Група             | 2000.          | 2010.          |
| Белци             | 10.797 (90,6%) | 11.217 (88,7%) |
| Афроамериканци    | 275 (2,3%)     | 274 (2,2%)     |
| Азијати           | 63 (0,5%)      | 49 (0,4%)      |
| Хиспаноамериканци | 496 (4,2%)     | 634 (5,0%)     |
| Укупно            | 11.921         | 12.649         |